# Lomatia ilicifolia
Lomatia ilicifolia är en tvåhjärtbladig växtart som beskrevs av Robert Brown. Lomatia ilicifolia ingår i släktet Lomatia och familjen Proteaceae. Inga underarter finns listade i Catalogue of Life.